# 亞丁機場戰役
亞丁機場戰役（Battle of Aden International Airport）是一場爆發於2015年3月19日的軍事衝突。3月19日清晨，葉門軍隊中支持前總統阿里·阿卜杜拉·薩利赫的部隊向亞丁國際機場發動攻擊，與效忠國際公認的葉門總統阿卜杜拉布·曼蘇爾·哈迪軍隊交戰。

## 背景
至從2011年葉門反政府示威使得阿里·阿卜杜拉·薩利赫被迫下台後，薩利赫被懷疑暗地與胡塞武裝組織合作進行叛亂，藉以對抗總統阿卜杜拉布·曼蘇爾·哈迪。之後，胡塞奪取了沙那，哈迪也遭到武裝人員拘留，直到2015年2月才逃往亞丁，此前逃亡亞丁的人物還包括了葉門國防部長馬哈茂德·蘇白希。
來到亞丁後，哈迪開始著手建立擁有國際支持的政府，但在3月時為了解職親沙雷的准將阿卜杜勒-哈菲茲·薩卡夫而引發衝突。

## 戰鬥

### 攻擊機場
3月19日清晨，薩卡夫手下的特別安全部隊襲擊亞丁國際機場，聲稱有人從周圍的建築物向他們開火。效忠於哈迪的軍隊最終擊退了攻擊。一架預定飛往開羅的葉門航空班機當時正在停機坪上，緊急疏散了百名乘客。至少兩枚炸彈落入機場內，造成至少四人死亡、超過十多人受傷。親沙雷軍隊的士兵當中三人在攻擊行動裡陣亡，並超過十人被俘虜。一架作為總統專機之一的波音747SP在降落时被炸弹击中坠毁。戰鬥持續了約四個小時，最終蘇白希的部隊也參戰，並同時協助疏散的任務。

### 襲擊軍營
守下機場後，蘇白希的部隊攻擊於科梅喀瑟的索拉邦（al-Sawlaban）特別警察軍營。在砲火轟炸下，下午時親哈迪的蘇白希部隊成功佔領了軍營並掠奪一空。據報導指出，薩卡夫選擇向拉赫季省省長自首投降。根據路透社目擊者的說法，許多特別安全部隊人員被逮捕。
然而美聯社報導，雖然親哈迪的軍隊、警察和民兵部署於亞丁的街道和要衝，但是支持沙雷的部隊仍然奪取了當地市議會。

## 後續

### 空襲哈迪總統府
3月19日的稍晚時分，為了報復索拉邦軍營被攻陷，胡塞派出了至少一架戰鬥機轟炸亞丁的哈迪總統府。政府軍則以高射炮回應，據報導成功破壞了胡塞的空襲行動。根據哈迪助理的說法，哈迪當時不在總統府，轟炸也未造成破壞。
3月21日，路透社報導至少兩架不明飛機接近哈迪總統府，遭到高射炮攻擊。

### 暗殺薩卡夫未遂
護送薩卡夫從亞丁到拉赫季的車隊在阿瑟維爾（Al-Athawir）被攻擊。據拉赫季的安全官員表示，薩卡夫未受傷，但一名保鑣中槍身亡，其他三人則因車輛翻覆喪生。

### 內戰開始
戰役經過兩天後，胡塞革命委員會宣布「總動員狀態」以對抗南葉門的「恐怖分子」。該公告預示著胡塞將會和親沙雷部隊進行軍事行動。3月25日，機場被親沙雷部隊攻佔，但到了3月29日，在沙烏地阿拉伯領導的轟炸行動下被哈迪政府軍收復。

## 反應
胡塞最高安全委員會對此發表了聲明，呼籲儘快結束衝突，並認為兩方有責任維護和平並重回談判桌。胡塞譴責薩卡夫攻擊機場是「未遂政變」。葉門郵報的總編輯告訴半島電視台攻打機場的親沙雷部隊仍在亞丁活動，可以預測攻擊哈迪的行動將會繼續下去。